# 学校図書館法
学校図書館法（がっこうとしょかんほう、昭和28年8月8日法律第185号）は、学校図書館の設置および運営に関する日本の法律である。
1953年（昭和28年）8月8日に公布された。

## 目的
学校図書館法は、学校教育において欠くことのできない基礎的な設備であることにかんがみ、その健全な発達を図り、もって学校教育を充実することを目的とする（同法第1条）。

## 定義
同法第2条により学校図書館が次のように定義されている。

## 内容
学校に学校図書館を設置する義務（第3条）、学校図書館の運営（第4条）、司書教諭の設置および資格（第5条）、学校司書の設置（第6条）、設置者の任務（第7条）ならびに国の任務（第8条）について規定されている。
1953年制定時には、「専門的職務を掌らせるため、司書教諭を置かなければならない」（第5条1項）とされながらも、「当分の間、司書教諭を置かないことができる」（附則第２項）とされて、配置が進まず、1997年6月11日の改正において、ようやく12学級以上の学校には司書教諭を置くこととなった。
2014年6月20日の改正では、現在の第6条が新設され、これまで法的根拠の無かった学校図書館担当（事務）職員と呼ばれてきた「学校司書」について初めて明文化し、学校に「学校司書を設置するよう努める」ことが義務付けられた。

## 資格
- 司書教諭となる資格